# توری، اکوادور
توری، اکوادور (به اسپانیایی: Turi, Ecuador) یک منطقهٔ مسکونی در اکوادور است که در آزوای واقع شده‌است.

## خصوصیات
توری ۲۶٫۲ کیلومترمربع مساحت و ۶٬۶۹۲ نفر جمعیت دارد.